# Ekstraliga białoruska w hokeju na lodzie
Ekstraliga białoruska w hokeju na lodzie (błr. Экстраліга / Адкрыты <міжнародны> чэмпіянат Беларусі <па хакеі> - Ekstraliha / Adkryty <Miżnarodny> Czempijanat Biełarusi na Chakei; ros. Экстралига / Открытый (международный) чемпионат Белоруссии (по хоккею) - Ekstraliga / Odkrytyj <Mieżdunarodnyj> Czempionat Biełorussii po Chokkeju; pol. Otwarte <Międzynarodowe> Mistrzostwa Białorusi <w Hokeju>) – najwyższa liga rozgrywkowa w hokeju na lodzie na Białorusi.
W lipcu 2015 przyjęto nazwę sponsorską rozgrywek: Bielnieftichim Ekstraliga (biał. Белнафтахім Экстраліга – Bielnaftachim Ekstraliha, ros. Белнефтехим Экстралига).

## Medaliści
Ekstraliga A (od 2018/2019)
| Rok  | I miejsce           | II miejsce          | III miejsce         | Sezon zasadniczy    | Liczba drużyn    |
| ---- | ------------------- | ------------------- | ------------------- | ------------------- | ---------------- |
| 1993 | Tiwali Mińsk        | Nioman Grodno       | Polimir Nowopołock  | –                   | 4                |
| 1994 | Tiwali Mińsk        | Nioman Grodno       | Polimir Nowopołock  | –                   | 5                |
| 1995 | Tiwali Mińsk        | Polimir Nowopołock  | Nioman Grodno       | Biełstal Żłobin     | 7                |
| 1996 | Polimir Nowopołock  | Tiwali Mińsk        | Nioman Grodno       | –                   | 4                |
| 1997 | Polimir Nowopołock  | Tiwali Mińsk        | Nioman Grodno       | –                   | 4                |
| 1998 | Nioman Grodno       | Polimir Nowopołock  | Tiwali Mińsk        | –                   | 4                |
| 1999 | Nioman Grodno       | Junost' Mińsk       | Polimir Nowopołock  | –                   | 4                |
| 2000 | Tiwali Mińsk        | Mińsk               | Nioman Grodno       | –                   | 4                |
| 2001 | Nioman Grodno       | Mińsk               | Polimir Nowopołock  | –                   | 7                |
| 2002 | Kieramin Mińsk      | Chimwołokno Mohylew | Nioman Grodno       | Witebsk             | 8                |
| 2003 | Homel               | Kieramin Mińskińsk  | Chimwołokno Mohylew | Homel               | 8                |
| 2004 | Junost' Mińsk       | Kieramin Mińskińsk  | Homel               | Kieramin Mińsk      | 10               |
| 2005 | Junost' Mińsk       | Kieramin Mińsk      | Chimwołokno Mohylew | Junost' Mińsk       | 12 (9B, 2Ł, 1U)  |
| 2006 | Junost' Mińsk       | Dynama Mińsk        | HK Riga 2000        | Junost' Mińsk       | 12 (9B, 2Ł, 1U)  |
| 2007 | Dynama Mińsk        | Kieramin Mińsk      | Junost' Mińsk       | Kieramin Mińsk      | 11 (10B, 1U)     |
| 2008 | Kieramin Mińsk      | Junost' Mińsk       | Dynama Mińsk        | Kieramin Mińsk      | 10               |
| 2009 | Junost' Mińsk       | Homel               | Mietałłurg Żłobin   | Junost' Mińsk       | 14 (10B, 4Ł)     |
| 2010 | Junost' Mińsk       | Szachcior Soligorsk | Homel               | Junost' Mińsk       | 14 (11B, 2Ł, 1U) |
| 2011 | Junost' Mińsk       | Nioman Grodno       | Mietałłurg Żłobin   | Junost' Mińsk       | 12 (10B, 1Ł, 1U) |
| 2012 | Mietałłurg Żłobin   | Nioman Grodno       | Homel               | Mietałłurg Żłobin   | 11 (10B, 1Ł)     |
| 2013 | Nioman Grodno       | Mietałłurg Żłobin   | Szachcior Soligorsk | Mietałłurg Żłobin   | 11 (10B, 1Ł)     |
| 2014 | Nioman Grodno       | Junost' Mińsk       | Homel               | Nioman Grodno       | 10 B             |
| 2015 | Szachcior Soligorsk | Junost' Mińsk       | Homel               | Szachcior Soligorsk | 11 B             |
| 2016 | Junost' Mińsk       | Szachcior Soligorsk | Homel               | Junost' Mińsk       | 12 B             |
| 2017 | Nioman Grodno       | Junost' Mińsk       | Homel               | Junost' Mińsk       | 12 B             |
| 2018 | Nioman Grodno       | Junost' Mińsk       | Szachcior Soligorsk | Junost' Mińsk       | 12 B             |
| 2019 | Junost' Mińsk       | Nioman Grodno       | Szachcior Soligorsk | Junost' Mińsk       | 17 (A: 8, B: 9)  |
| 2020 | Junost' Mińsk       | Szachcior Soligorsk | Nioman Grodno       | Junost' Mińsk       | 17 (A: 8, B: 9)  |
| 2021 | Junost' Mińsk       | HK Homel            | Szachcior Soligorsk | Junost' Mińsk       | 17 (A: 8, B: 7)  |
| 2022 | Mietałłurg Żłobin   | Junost' Mińsk       | Szachcior Soligorsk | Junost' Mińsk       | 12               |

Ekstraliga B
| Rok  | I miejsce       | II miejsce | III miejsce       |
| ---- | --------------- | ---------- | ----------------- |
| 2019 | Łokomotiw Orsza | HK Mohylew | HK Brześć         |
| 2020 | Łokomotiw Orsza | HK Brześć  | Chimik Nowopołock |

Na podstawie materiału źródłowego.
- Od sezonu 1992/1993 do 1993/1994 oraz od 1995/1996 do edycji 2000/2001 mistrz był wyłaniany w rundzie regularnej (mecz każdy z każdym). System dwufazowy (z rundą zasadniczą i fazą play-off decydującą do mistrzostwie) był rozgrywany w pozostałych edycjach ligi: sezon 1994/1995 oraz począwszy od sezonu 2001/2002.
- W rubryce "Liczba drużyn" odnotowano stan zespołów występujących w sezonie. Domyślnie chodzi o kluby białoruskie. W razie uczestnictwa drużyn z innych państw znajduje to odnotowanie w nawiasie (B – Białoruś, Ł – Łotwa, U – Ukraina).
- Od sezonu 2006/2007 do sezonu 2017/2018 nie był rozgrywany się meczu o 3. miejsce. Brązowy medal otrzymywał ten z dwóch wyeliminowanych półfinalistów, który zajął wyższe miejsce w sezonie zasadniczym. Od sezonu 2018/2019 przywrócono rozgrywanie meczu o 3. miejsce.

## Kluby uczestniczące
| - ASK/Ogre - Chimik-SKA Nowopołock - HK Chimwołokno Mohylew - HK Brześć - HK Homel - HK Riga 2000 - HK Witebsk | - Junost' Mińsk - HK Kieramin Mińsk - DHK Latgale - Liepājas Metalurgs - Mietałłurg Żłobin - HK Nioman Grodno - HK Szynnik Bobrujsk |

| - HK Szynnik Bobrujsk - HK Brześć - HK Nioman Grodno - HK Homel - Sokił Kijów - Liepājas Metalurgs - HK Kieramin Mińsk | - Junost' Mińsk - HK Chimwołokno Mohylew - Chimik-SKA Nowopołock - Dinamo-Juniors Ryga - HK Szachcior Soligorsk - HK Witebsk - Mietałłurg Żłobin |

| - HK Szynnik Bobrujsk - HK Brześć - HK Nioman Grodno - HK Homel - Sokił Kijów - Liepājas Metalurgs | - Junost' Mińsk - HK Chimwołokno Mohylew - Chimik-SKA Nowopołock - HK Szachcior Soligorsk - HK Witebsk - Mietałłurg Żłobin |

| - HK Brześć - HK Nioman Grodno - HK Homel - HK Lida - Liepājas Metalurgs - Junost' Mińsk | - HK Mohylew - Chimik-SKA Nowopołock - HK Szachcior Soligorsk - HK Witebsk - Mietałłurg Żłobin |

| - HK Brześć - HK Nioman Grodno - HK Homel - HK Lida - Liepājas Metalurgs - Junior Mińsk | - HK Mohylew - Chimik-SKA Nowopołock - HK Szachcior Soligorsk - HK Witebsk - Mietałłurg Żłobin |

| - HK Brześć - HK Nioman Grodno - HK Homel - HK Lida - Junost' Mińsk | - HK Mohylew - Chimik-SKA Nowopołock - HK Szachcior Soligorsk - HK Witebsk - Mietałłurg Żłobin |

| - HK Brześć - HK Nioman Grodno - HK Homel - HK Lida - HK Dynama Mołodeczno - Junost' Mińsk | - HK Mohylew - Chimik-SKA Nowopołock - HK Szachcior Soligorsk - HK Witebsk - Mietałłurg Żłobin |

| - Białoruś U20 - HK Brześć - HK Nioman Grodno - HK Homel - HK Lida - Junost' Mińsk | - HK Mohylew - HK Dynama Mołodeczno - Chimik Nowopołock - HK Szachcior Soligorsk - HK Witebsk - Mietałłurg Żłobin |

| Grupa A - Białoruś U20 - HK Dynama Mołodeczno - HK Homel - HK Lida - Junost' Mińsk - Mietałłurg Żłobin - HK Nioman Grodno - HK Szachcior Soligorsk | Grupa B - HK Baranowicze - Białoruś U18 - HK Brześć - Chimik Nowopołock - Łokomotiw Orsza - HK Mohylew - Pinskija Jastraby - HK Szynnik Bobrujsk - HK Witebsk |

| Grupa A - HK Dynama Mołodeczno - HK Homel - HK Lida - Junost' Mińsk - Mietałłurg Żłobin - HK Mohylew - HK Nioman Grodno - HK Szachcior Soligorsk | Grupa B - HK Baranowicze - Białoruś U18 - Białoruś U20 - HK Brześć - Chimik Nowopołock - Łokomotiw Orsza - Pinskija Jastraby - HK Szynnik Bobrujsk - HK Witebsk |

| Grupa A - HK Dynama Mołodeczno - HK Homel - Junost' Mińsk - Łokomotiw Orsza - Mietałłurg Żłobin - HK Mohylew - HK Nioman Grodno - HK Szachcior Soligorsk | Grupa B - Awiator Baranowicze - Białoruś U18 - HK Brześć - Chimik Nowopołock - Pinskija Jastraby - HK Szachcior Soligorsk - HK Witebsk |

| - HK Dynama Mołodeczno - HK Homel - Junost' Mińsk - Łokomotiw Orsza - Mietałłurg Żłobin - HK Mohylew | - HK Nioman Grodno - HK Szachcior Soligorsk - HK Brześć - Chimik Nowopołock - HK Szachcior Soligorsk - HK Witebsk |